# Bellavista
Bellavista je zaledněné horský hřeben, který se na západě připojuje k Piz Palü a je od něj oddělen rozsedlinou Fuorcla Bellavista (3688 m). Hřeben se táhne ve směru východ-západ a prochází po něm hranice mezi Itálií a Švýcarskem. Hřeben má čtyři vrcholy (od východu na západ: 3799 m, 3888 m, 3890 m, 3922 m). Západní konec tvoří průsmyk Zupò (3840 m), který leží severně od Piz Zupò.
Hřeben Bellavista lze přejít v obou směrech s mírným stoupáním. Na zaledněné "terasy" Bellavisty se často stoupá, tj. neleze se po skalnatém hřebeni, např. při traverzu k horské chatě Marco e Rosa na Piz Bernina po traverzu Palü. 
Z hřebene Bellavisty stéká ledovec Morteratsch údolím směrem na sever. Jižně orientovaný ledovec Altipiano di Fellaria tvoří v horní části mělkou kotlinu, která sahá téměř k vrcholkům Bellavisty.